# Laurent I Alleman
Laurent I Alleman (Dauphiné, midden 15e eeuw – Dauphiné, 1520) was graaf-bisschop van Grenoble (1476-1477) in de Dauphiné, een Franse provincie. Nadien was hij bisschop van Orange (1477-1484) in het prinsdom Oranje sinds 1475 deel van Frankrijk. Nadien was hij opnieuw bisschop van Grenoble (1484-1518).

## Levensloop
Hij stamde af van de adellijke familie Alleman, een bekende adellijke familie in de Dauphiné. Alleman was Augustijner kanunnik in de Dauphiné. Hij volgde zijn oom Sibundus Alleman op als bisschop van Grenoble (1476). Dit gebeurde in moeilijke omstandigheden want koning Lodewijk XI van Frankrijk had niets met de familie Alleman. Alleman nam al ontslag als graaf-bisschop van Grenoble een jaar later (1477). 
Nadien was hij formeel bisschop van Orange in het prinsdom Oranje van 1477 tot 1484. Over dit pontificaat is niets bekend. Het waren 7 jaren gekenmerkt door bestuurlijke chaos nadat de prins van Oranje, Willem van Chalon-Arlay, het prinsdom Oranje verkocht had aan koning Lodewijk XI van Frankrijk (1475). In 1477 was de bisschop van Orange, Peter van Supravilla gestorven. Laurent Alleman volgde hem op doch het is onbekend of hij de steun van het kapittel van de kathedraal van Orange had, zoals gebruikelijk was in de middeleeuwen. Er zijn geen bronnen over zijn installatie als bisschop in Oranje. In 1484 nam Alleman ontslag als bisschop van Orange. 
Hij werd een tweede maal benoemd tot bisschop van Grenoble, wat hij meer dan 30 jaren zou blijven. In deze periode brak de pest uit in Grenoble. Bisschop Alleman zorgde voor speciale begraafplaatsen voor de dode pestlijders. In 1518 nam Alleman ontslag als bisschop van Grenoble. Hij stierf twee jaar later.